# Kreisgericht Rogasen
Das Kreisgericht Rogasen war von 1849 bis 1878 ein preußisches Kreisgericht mit Sitz in Rogasen.

## Geschichte
In Rogasen bestand bis 1849 das Land- und Stadtgericht Rogasen. Nach der Märzrevolution wurde dieses Gericht aufgehoben und in der ganzen Provinz Posen einheitlich Kreisgerichte gebildet. In Rogasen entstand so das Kreisgericht Rogasen. Es war eines von 16 Kreisgerichten im Sprengel des Appellationsgerichts Posen.
Der Sprengel des Kreisgerichts Rogasen umfasste den Kreis Obornik mit den Städten Murowana-Goslin, Obornik, Rogasen und Ryczywol mit 43.979 Gerichtseingesessenen (1861). Das Kreisgericht Posen war das zuständige Schwurgericht für das Kreisgericht Rogasen. Gerichtstage wurden in Murowana-Goslin, Obornik und Polajewo gehalten. Das Gericht bestand aus einem Direktor und sieben Kreisrichtern.
Im Rahmen der Reichsjustizgesetze wurde das Gerichtswesen in Deutschland 1879 vereinheitlicht. Damit wurde das Kreisgericht Rogasen aufgehoben und das königlich preußische Amtsgericht Rogasen mit Wirkung zum 1. Oktober 1879 als eines von neun Amtsgerichten im Bezirk des Landgerichtes Posen als Nachfolger gebildet.